# Elimaea setifera
Elimaea setifera är en insektsart som beskrevs av Bei-bienko 1962. Elimaea setifera ingår i släktet Elimaea och familjen vårtbitare. Inga underarter finns listade i Catalogue of Life.